# زينب القاسمي
هـي زينب بنت محمد بن أبي القاسـم بن ربيح بن محمـد بن عبد الرحيم شيخة ومقدمة الزاوية الهاملية القاسمية بالهامل - بوسعادة.

## النشأة
ولدت السيدة زينب والتي تعرف في التاريخ المحلي المسيلي باسم «لالا زينب» سنة 1850م، واهتم أبوها الشيخ محمد بن أبي القاسم بتربية ابنته الوحيدة على مبادئ الدين الحنيف وأخلاق الشريعة الإسلامية السمحاء.
نشأت في جو التقاليد الاجتماعية المتوارثة لكن انفتاح فكر والدها وتمسكه الشديد بالسنة النبوية المطهرة التي تضع المرأة في الدرجة العليا، جعله يختلف عن أهل قريته في تربية ابنته فقد وفر لها معلم القرآن الكريم الخاص، وكانت المرأة نادرا ما تلتحق بالكتاب أو المسجد لحفظ القرآن جنبا إلى جنب مع الرجل، وتولى تعليمها بنفسه.
ثابرت السيدة زينب على الدرس والتحصيل بذكاء نادر، ودفعها إلى ذلك طموح شديد واعتناء الوالد بها، حتى وصلت في العلم درجة طيبة، ومنحها الأب - لما لمس فيها هذه الملكة وهذا الشغف المتزايد بالعلم - مفاتيح مكتبته الثرية فكانت تقيم بها الأيام والليالي الطوال قارئة ومستفهمة ولائذة بأفكار أولئك الرجال الذي سطروا بأقلامهم توجهات وأفكار البشرية منذ وجدت على هذه الأرض، فكانت تخلد إلى هذا المكان الهادئ المفيد ولا تخرج منه إلا لماما.
وكان منزل الوالد الشيخ محمد بن أبي القاسم مقصد الطلاب والزائرين من كل مكان، لا يخلو يوما من الحركة والذهاب والجيئة، وهنا عرفت البنت معنى القداسة والطهارة والاحترام والإجلال، عرفت معنى المحبة والإيثار والإخلاص، عرفت قيم التضحية والصبر والمجابهة، عرفت أن الإنسان محكوم عليه في عصره أن يناضل ويقاوم ويقاتل من أجل فكرة ومن أجل قضية ومن أجل مبدأ، وقد كان الأب بالنسبة لها رمزا لكل تلك المبادئ والقيم.
من المبادئ أيضا التي استلهمتها من حياة والدها أنه لا يعرف للاستسلام طريقا، أن لا يعرف خطوات العودة إلى الوراء، أن لا يتراجع حيث لا يجب التراجع، أن يواصل طريقه بعزم وثبات مهما كلفه ذلك من خطوب ومحن ما دام يسلك طريقا حقا، ويطلب حقا وما ضاع حق ورائه طالب. وكانت البنت تكن للوالد البار أسمى آيات المحبة والتعظيم والامتنان، وظلت إلى جواره ترعاه وتهتم به ولم تفارقه لحظة في حله وترحاله، فقد كانت تسافر معه أينما ذهب في جولاته الكثيرة والمتعددة لنشر العلم والطريقة أو فك الخصومات والنزاعات.
تولت جرد أوقاف زاوية والدها الذي كان لا يغفل عن جلسة المساء يجلس إليها يحاورها يناقشها، ويطلعها على أهم أعماله ومنجزاته. وقد عرفت بشخصيتها المستقلة وفكرها الحر ونظرتها الخاصة للحياة، وأسلوبها المعين في النظر إلى الأشياء والحكم عليها. فأخذت من كل ذلك فكرة عن التسيير الحسن والتدبير الجيد، وإطلاعا على ما يجري خارج الزاوية من أحداث وعلاقات وتكونت لديها صورة واضحة عن مجريات الأمور، ساعدتها فيما بعد على التحرك والتصوف الحسن.

## الصراع مع إدارة الاحتلال الفرنسي
مرت علاقة لالة زينب القاسمية مع سلطات الاحتلال الفرنسي، مثل معظم الزوايا، بمرحلتين أساسيتين:
1. مرحلة المقاومة: بقيادة الأمير عبد القادر، شاركت معظم الطرق الصوفية والزوايا في حركة المقاومة المنظمة بقيادة الأمير عبد القادر.[10]
2. مرحلة السكون: بعد فشل ثورة 1871 بقيادة الشيخ محمد أمزيان الحداد شيخ زاوية صدوق، تهديم الكثير من الزوايا التي شاركت بصفة مباشرة في الثورة. زاوية آيت إسماعيل، زاوية صدوق.

حاولت السلطات ضرب استقلالية هذه المؤسسات، صادرت الأوقاف التابعة لها، فرضت عليها الضرائب والأتاوات، منعتها من جمع الزيارات، وقد نجحت هذه الآلة الاستعمارية الرهيبة إلى حد ما في ضرب هذه الاستقلالية.
وأصبحت كثير من الزوايا تحت المراقبة وتحت طائلة المتابعة والمصادرة والغلق إن هي لم تلتزم بالقوانين أو خالفت الأوامر.
وفي مرحلة تالية حاولت سلطات الاحتلال توظيف بعض الزوايا لصالحها، وقد كانت حذرة شديدة اليقظة والتنبه تجاه هذا التوظيف، ولم تتمكن سلطات الاحتلال في فترة السيدة زينب من استغلال الزاوية لأغراضها الخاصة للعداوة الشديدة بين السيدة زينب وحاكم مدينة بوسعادة.
تطورت العلاقة بين الطرفين في اتجاه العداء والنفور، بدءا من تقسيم التركة إلى الخلافة على رأس الزاوية، إلى سلسلة التحقيقات والمحاكمات التي جرت بكل من الهامل وبوسعادة.
وأخيرا امتدت التحقيقات إلى الجزائر العاصمة التي حكمت لصالح السيدة زينب في خلافة والدها على رأس الزاوية، وكانت وثائق سلطات الاحتلال خالية من أي إشارة إلى مثل هذا التوظيف.
وبعد وفاة الوالد المربي العظيم والأب الرؤوف، بدأت المشاكل تترى والخلافات تظهر في الأفق، والصراعات من أجل الحصول على مكاسب دنيوية وأغراض زائلة تطفو على السطح، فكان الكل يعتقد أن خلافة الولي الصالح ستؤول حتما إلى ابن أخيه وتلميذه محمد بن الحاج محمد.
وقد كان أعيان الأعراش وسلطات الاحتلال لا يتوقعون أن ترفض السيدة زينب هذا الأمر، وأنها ستبقى حبيسة البيت تؤيد وتبارك خلافة ابن عمها وتمنحه السر والأمان، إلا أن الذي حصل كان عكس ذلك فقد ناهضت السيدة زينب تعيين ابن عمها على رأس الزاوية ولم تعترف به شيخا، حتى أنها نصبت نفسها وتولت مشيخة الزاوية التي كانت ترأس الطريقة الرحمانية وهي أكبر طريقة صوفية آنذاك في الجزائر من حيث عدد الأتباع والمريدين والزوايا والطلبة والمقاديم.
وقفت السيدة زينب في وجه سلطات الاحتلال الفرنسي للجزائر ولم ترضخ لأوامرها القاضية بتسليم مفاتيح زاوية الهامل إلى الشيخ محمد والابتعاد كلية عن مشيخة الزاوية.
وبالرغم من استخدام فرنسا لكل الوسائل النظيفة منها والقذرة لزحزتها عن موقفها وإجبارها عن التنازل، من خلال التهديد، الوعيد، الترغيب، الاستجواب، الإقامة الجبرية، الدعاية المغرضة، والحرب النفسية، إلا أنها لم تفلح في محاولاتها.
والذي قاد الحملة ضدها هو القائد الفرنسي كروشار رئيس المكتب العربي ببوسعادة، فاستعملت السيدة لالة زينب الوصية الموثقة على يد قاضي بوسعادة التي كتبها لها والدها في سنة 1877م والتي تضع كل أملاكه تحت تصرفها على شكل حبس عائلي، على أن تأخذ هي منه النصف خلافا لما جرت به العادة، وفسرت السيدة زينب ذلك بأن هذه الوثيقة تعطي لها الحق في خلافة والدها.
رفعت السيدة زينب القضية لمحكمة الجزائر للنظر فيها، فحكمت في أن الحق مع السيدة زينب، وذلك بإيحاء وإيعاز من السلطات العليا للحفاظ على الأمن والاستقرار في منطقة الحضنة.
وراسلت في قضيتها كل المفتين والأئمة المشهود لهم بالعلم والخير والصلاح ووقف جميعهم إلى جانبها وأيدوها في حقها في خلافة والدها، والبقاء على رأس الزاوية، ومنهم شيخ الأزهر آنذاك حسونة النواوي، وكذلك قاضي الجزائر الشيخ ابن الحفاف.
وتذكر التقارير الفرنسية أن «كروشار» لما أيس من رضوخها وأعيته السبل والحيل، أراد القضاء عليها بواسطة القوة، ولما رفع الأمر إلى الحاكم العام بالجزائر أمره بالعدول عن فكرته تلك. وقال له: نحن غير مستعدين من أن نجعل منها جان دارك أخرى.
وهي عبارة تحمل الكثير من الدلالات والمعاني، وتعطي فكرة على قوة ومكانة السيدة زينب في الأوساط الشعبية، ومال الكل إلى المسالمة والموادعة، ورضوا من الغنيمة بالإياب.

## أعمالها
من أبرز أعمال لالة زينب القاسمية قيادتها لزاوية الهامل والقدرة على تسييرها بنجاح فائق.
فقد قادت الزاوية في ظروف عصيبة جدا إذ كانت سياسة المحتل الفرنسي تهدف إلى القضاء على النفوذ الروحي الكبير الذي تتمتع به الزوايا في الجزائر، والقضاء على ما تميزت به الطرق الصوفية من استقلالية سياسية اقتصادية اجتماعية عن مختلف السلطات التي عرفتها البلاد.
وكانت لالة زينب تفتح يومها بصلاة الفجر ببيتها وبتلاوة جزء من القرآن الكريم، وكانت دائمة التكرار لسورة المؤمنون، ثم تخرج إلى مقابلة الزوار والمريدين وتتفقد أحوال الطلبة والمقيمين بالزاوية، تقضي حاجات الناس وشئونهم وتسهر على رعاية مصالحهم وقضاياهم، تساعد الفقراء والمحتاجين، وترفع الغبن والظلم عن المضطهدين والمظلومين، والوقوف على حاجات الأتباع والمريدين.
تستقبل الضيوف والزوار من كل مكان، ولعل شهرتها قد بلغت العالم الغربي، فكان يأتي إلى زيارتها والتعرف عليها الكثير من أعلام العالم الغربي، من أدباء وصحافيين وسياسيين، معجبين بشخصيتها وصلابتها في طلب الحق، وتأثيرها على مجتمعها الذي تعيش فيه، وكانوا يرون فيها أنموذجا متميزا للمرأة العربية التي خرجت عن التقاليد والأعراف البالية وتولت تسيير مؤسسة دينية بهذا المستوى من الأهمية والقوة، لها قاعدة شعبية كبيرة، وتأثيرا خطيرا على مناطق عدة من الوطن، ومما تميزت به السيدة زينب ذلك الحضور القوي والشخصية الفذة، فلنستمع إلى دي غالان في وصفه لها: «إنها لالا زينب في ثوبها الناصع البياض وسط شعبها، وكأنها ملكة أو راهبة، وسرت رعشة في الجماهير المحتشدة لتحيتها ثم تلاها سكون مطبق».
تعود بعدها إلى مكتبتها تنهل من أمهات الكتب وتأنس بها، إذ لا أنيس لها بعد وفاة والدها العظيم، وقد عاشت حياتها كاملة عزباء دون زواج، وقد أسرت إلى صديقتها إيزابيل ابرهاردت أنها سخرت حياتها كلها لخدمة الناس والضعفاء والمحتاجين، فلا مكان لديها للزواج أو العواطف والمشاعر الزوجية.
السيدة زينب القاسمية هي عالمة فقيهة مجاهدة صوفية.
هي من الشخصيات الدينية المهمة في تاريخ الجزائر المعاصر، ومن أهم الشخصيات الصوفية التي عملت جاهدة على الحفاظ على تماسك المجتمع في ظل الظروف العصيبة التي كان يمر بها أثناء الاحتلال الفرنسي للجزائر.
وأدت دورا جوهريا في الحفاظ على تماسك الطريقة الرحمانية، وقد تولت رئاستها بعد وفاة شيخها محمد بن أبي القاسم الهاملي وهو والد السيدة زينب، ملأت بقوة شخصيتها، وكرم أخلاقها، وحسن إدارتها، ذلك الفراغ الرهيب الذي تركه والدها في الحياة الدينية والثقافية في الجزائر نهاية القرن 19.
واستمرت على رأس الطريقة الرحمانية والزاوية القاسمية أكثر من سبع سنوات، إلى غاية وفاتها سنة 1904. والتف حولها جمع من العلماء والمجاهدين على رأسهم: علي بن الحفاف، عاشور الخنقي، الأمير الهاشمي، أبناء المقراني.. ولعل من أبرز أعمالها التي خلدت ذكراها، هو مواصلة بناء مسجد والدها «المسجد القاسمي» الذي يعتبر تحفة معمارية فريدة من نوعها، وآية من آيات الفن الإسلامي.

## المسجد القاسمي
لعل من أبرز الأعمال التي خلدت ذكر لالة زينيب القاسمي، وشهدت لها بالتسيير الحسن وبعد النظر والقدرة على التحكم في مداخيل زاوية الهامل وتوظيفها أحسن توظيف هو مواصلة بناء مسجد والدها «المسجد القاسمي» الذي يعتبر تحفة معمارية فريدة من نوعها، وآية من آيات الفن الإسلامي، استهلك آلاف الفرنكات وبنائين من جنسيات مختلفة إيطالية تونسية مغربية وفرنسية، ساهمت كلها في إنجاز هذا المشروع الضخم الذي كان يعد حسب ظروف المكان والزمان مظهرا من مظاهر الروعة والجلال والغنى، ودليلا على عناية السيدة بالدين الإسلامي وتخليدا لذكرى والدها الراحل.
فقد تركه والدها على ارتفاع حوالي متر، فواصلت المشوار بعزيمة وثبات، غير ملتفتة إلى أصوات المثبطين والمرجفين من المغرضين والذين يريدون زعزعة هذه المؤسسة الدينية الهامة، وإثارة المشاكل وإبعاد السيدة عن مشيخة الزاوية. وقد تم البناء سنة 1904 أي بعد سبع سنوات من وفاة الوالد. قال الشيخ محمد بن عبد الرحمن الديسي: «أما المسجد نفسه وغير هذه القبة (قبة المسجد الجامع) فمن بناء ابنة الشيخ السيدة زينب من خالص مالها رضي الله تعالى عنها».

## مواضيع ذات صلة
- محمد بن أبي القاسم الهاملي
- الزوايا في الجزائر
- المرجعية الدينية الجزائرية
- زاوية الهامل